# 爱国者联盟
愛國者聯盟，是美國東北部的一個大學運動聯盟，屬於NCAA第一級。成員學校包括10个核心成员：美利坚大學、美國軍事學院、波士頓大學、巴克内尔大学、柯蓋德大學、聖十字學院、拉斐特学院、理海大學、羅耀拉大學馬里蘭、美國海軍官校以及3个合作成员：福坦莫大學、喬治城大學、麻省理工學院。

## 历史
1986年，圣十字学院校长Reverend John E. Brooks, S.J.和理海大学校长Peter Likins成立了橄榄球联盟，并命名为殖民联盟（The Colonial League）。六个创始成员为：聖十字學院、理海大学、巴克內爾大學、柯蓋德大學、拉法葉學院和戴维森学院。
1990年，联盟更名为爱国者联盟。同年西点军校加入该联盟。

## 特点
该联盟学府的共同特点是规模小和高度精英化，例如军校西点军校和美国海军学院、美国理工翘楚麻省理工学院和理海大学、政经文兼优的乔治敦大学，多具有较强的学术声誉和非常高的入学难度。联盟注重“学者兼运动员”的理念，并更侧重于“学者”部分。运动员们均能良好体现出该学校整体的教育实力。爱国者联盟成员的非联盟比赛多和与其拥有相似理念的常春藤联盟举行。
部分联盟成员拥有最久远的大学体育历史。值得一提的是，理海大学和拉斐特学院的橄榄球对抗是美国历史最悠久的大学橄榄球比赛。美国军事学院和美国海军官校之间的比赛也十分激烈。